# Houtrakpolder
De Houtrakpolder is een polder aan de zuidzijde van het Noordzeekanaal en is een van de IJpolders. De polder dateert uit 1873, toen bij de aanleg van het Noordzeekanaal het IJ werd ingepolderd. Het water tussen de Spaarndammerdijk, Ruigoord en Buitenhuizen heette het Houtrak. Hieraan ontleende de polder zijn naam.
De polder ligt ten westen van het oude tracé van Zijkanaal F en ten oosten van Zijkanaal C. In het zuiden ligt de Spaarndammerdijk. Het voormalig eiland Ruigoord is ingesloten door de polder. De pont Buitenhuizen verbindt de polder met de overkant van het Noordzeekanaal.
Gedurende de eerste eeuw van haar bestaan had de polder een voornamelijk agrarische bestemming. Aan het einde van de 20e eeuw werden aan de oostkant industrieën gevestigd en werd omstreeks 2000 de Afrikahaven gerealiseerd. Ook het raccordement Amsterdam Houtrakpolder ligt in het gebied.
Daarnaast heeft de polder een recreatieve invulling gekregen. Het recreatiegebied Spaarnwoude ligt deels in de Houtrakpolder (de rest in de Zuid Spaarndammerpolder). In het gebied bevindt zich onder meer ook de Golfclub Houtrak.
Vanaf 2019 werd een nieuw natuurgebied in de polder gerealiseerd, de 'Houtrakkerbeemden'. In het brakke water, dat uit het Noordzeekanaal binnensijpelt, is een broedplek voor diverse vogelsoorten ontstaan, waaronder de lepelaar. Een mogelijke toekomstige bedreiging voor dit gebied vormt een claim van de Haven van Amsterdam die bij ruimtegebrek als gevolg van woningbouw elders vervangende haventerreinen wil realiseren in de Houtrakpolder.